# Love of the Common People
Love of the Common People es un álbum del cantante Waylon Jennings lanzado por el sello discográfico RCA Victor en 1967. El relanzamiento del CD contenía 2 canciones extras.

## Canciones
1. Money Cannot Make the Man – 2:50
(Jay Glaser)
2. Young Widow Brown – 2:09
(Jennings y Sky Corbin)
3. You've Got to Hide Your Love Away – 2:20
(John Lennon y Paul McCartney)
4. Love of the Common People – 2:54
(Ronnie Wilkins y John Hurley)
5. I Tremble for You – 2:16
(Johnny Cash y Lew DeWitt)
6. Destiny's Child – 2:06
(Sonny Curtis)
7. Ruby, Don't Take Your Love to Town – 2:13
(Mel Tillis)
8. The Road – 2:51
(Ted Harris)
9. If the Shoe Fits – 2:17
(Harlan Howard y Freddie Hart)
10. Don't Waste Your Time – 2:16
(Marty Taylor)
11. Taos, New Mexico – 2:21
(Bob Ferguson)
12. Two Streaks of Steel – 2:16
(Ben Peters)

### Canciones extras
1. The Chokin' Kind – 2:27
(Howard)
2. Walk on Out of My Mind – 2:18
(Red Lane)